# 西村晋也
西村 晋也（にしむら しんや、1964年 - ）は、日本の映画監督、脚本家である。

## 経歴
1964年、東京都に生まれる。映画美学校第3期高等科修了。2004年、『ラブ キル キル』で監督デビュー。2011年の『君へ。』は、深田晃司によって年間ベストのうちの1本に選ばれる。2013年、『Sweet Sickness』を手がける。

## フィルモグラフィー

### 映画
- ラブ キル キル（2004年） - 監督・脚本
- 16（2007年） - 出演
- マコの敵（2009年） - 撮影
- 君へ。（2011年） - 監督・編集
- 惑星のかけら（2011年） - 出演
- 青春H Sweet Sickness（2013年） - 監督・脚本

### オリジナルビデオ
- レモンエンジェル 実写版（2006年） - 監督
- くりいむレモン またの日の亜美（2006年） - 監督・脚本
- 水谷ケイの 平成未亡人下宿 お部屋貸します (2008年） - 脚本
- 女教師は抱かれる 汚された道徳（2008年） - 脚本
- 若妻家庭教師 ありふれた人妻の性体験告白（2010年） - 脚本

### テレビ
- イヌゴエ（2006年） - 監督